# دوريس غودارد
دوريس غودارد (بالإنجليزية: Doris Goddard)‏ هي مغنية وممثلة أسترالية، ولدت في 1 مارس 1930 في Forest Lodge, New South Wales ‏ في أستراليا، وتوفيت في 28 يوليو 2019 في سيدني في أستراليا.

## وصلات خارجية
- دوريس غودارد على موقع IMDb (الإنجليزية)